# Artiom Kataszewski
Artiom Kataszewski (ur. 2 stycznia 1994) – rosyjski piłkarz, napastnik.
Jesienią 2015 występował w Dinamo Petersburg. Wiosną 2016 przeszedł do krymskiej Kafy. W sezonie 2016/17 występuje w Rotorze Wołgograd w rosyjskiej Drugiej Dywizji.